# Дон-ТР
ГТРК «Дон-ТР» — филиал ВГТРК в Ростовской области.

## Об организации
Государственная телерадиокомпания «Дон-ТР» — филиал Федерального государственного унитарного предприятия «Всероссийская государственная телевизионная и радиовещательная компания» ВГТРК. Располагается в Ростове-на-Дону.
Программы ГТРК «Дон-ТР» представлены на двух телеканалах («Россия-1» и «Россия-24»), трёх радиостанциях в FM-диапазона («Вести-FM», «Маяк» и «Радио России») и в Интернет-пространстве.
Аудитория «Дон-ТР» — вся Ростовская область, часть Краснодарского и Ставропольского краев, юг Воронежской области, восток Украины. На базе «Дон-ТР» работает учебный центр.

## История телекомпании
В 1934 году был создан как Комитет радиофикации и радиовещания Азово-Черноморского краевого исполнительного комитета советов рабочих, крестьянских и красноармейских депутатов (Азово-Черноморский радиокомитет). После выделения в 1937 году из Азово-Черноморский радиокомитета Краснодарского радиокомитета стал Ростовским радиокомитетом.
В 1956 году началось строительство Ростовского телецентра, а 29 апреля 1957 года начались пробные трансляции.
В феврале 1958 года переименован в Комитет по радиовещанию и телевидению при исполкоме Ростовского областного совета депутатов трудящихся. Он состоял из двух частей — студии телевидения (коллектив творческих работников) и радиотелецентра (коллектив технических работников, осуществляющих подготовку и выдачу телерадиопрограмм в эфир).
Возведение телебашни высотой 195 метров было завершено 29 апреля 1958 года. Пробные телепередачи начались 28 апреля 1958 года, тогда инженер Яков Яблонович запустил в эфир первый фильм «Звездный мальчик» — первую программу донского телевидения. В 1967 году началось регулярное информационное вещание ростовского телевидения, название «День Дона» придумал журналист и поэт Валентин Запечнов.
Первые фильмы снимались на черно-белую негативную плёнку 16 миллиметров. До этого момента в эфир выдавались только фотографии, рисунки и дикторы в живом эфире. Первый цветной фильм телекомпании был снят в 1969 году.
26 июля 1993 года ГТРК «Дон-ТР» запускает собственный телеканал на 35-й дециметровой частоте, эфир которого начинался в 17:00 (поскольку в это время вещал ростовский телеканал Теле-ИКС), а заканчивался в 00:00. В разные годы сетевыми партнёрами канала становились Культура, Rambler Телесеть и ДТВ, ныне Россия-24.
15 февраля 1998 года ГТРК «Дон-ТР» изменила статус на Федеральное государственное унитарное предприятие "Ростовская государственная телевизионная и радиовещательная компания «Дон-ТР», став дочерней компанией Всероссийской государственной телевизионной и радиовещательной компании (ВГТРК).
23 ноября 2006 год компания была реорганизована в филиал Федерального государственного унитарного предприятия Всероссийская государственная телевизионная и радиовещательная компания (ВГТРК).
27 мая 1999 год режиссер Кирилл Серебренников получил золотого Орфея — главную телевизионную премию страну «Тэфи» в номинации «Лучший режиссер» за фильмы «Тайные грозы» и «Раздетые». В 2000 году ГТРК «Дон-ТР» получила награды «Тэфи» сразу в двух номинациях «Лучшая операторская работа» — Эдуард Кечеджиян за фильмы «Твой род» и «Век мой» и «Лучшая режиссура» Александр Расторгуев за фильм «Твой род».
6 марта 003 года запущен сайт компании www.dontr.ru.
25 апреля 2003 года программа радио «Дон-ТР» «Робин Бобин» вошла в тройку лучших детских передач России. Она стала одним из трех номинантов Национальной премии «Радиомания-2003».
13 мая 2003 года на Ставрополье погибли журналисты телеканала «РТР». Вместе с коллегами в аварии погиб бывший работник «Дон-ТР» — телеоператор Виктор Богма. Журналисты направлялись на съемку в Кармадонское ущелье, где пропала группа Сергея Бодрова.
5 сентября 2005 года погиб сотрудник ГТРК «Дон-ТР» Сергей Ткаченко — автор программы «Закулисье».
13 января 2016 года «Радио России» в Ростове-на-Дону начало вещание в FM-диапазоне.
22 июня 2015 года скончался первый директор, президент ГТРК «Дон-ТР» Николай Чеботарев, а 22 июня 2016 года на здании телевидения ГТРК «Дон-ТР» открыли памятную доску Чеботарёву.
1 августа 2017 года начало вещания «Дон-ТР» в первом мультиплексе цифрового телевидения.
12 апреля 2019 года журналист программы «Вести. Дон» Яна Габазова стала победителем всероссийского фестиваля телевизионных программ и сюжетов «Студенческий Тэфи».
11 февраля 2020 года телевидение ГТРК «Дон-ТР» перешло на вещание в формате высокой четкости HD.
В 2021 году компания стала победителем всероссийского телевизионного конкурса «Тэфи-регион» в номинации «Лучшая информационная программа для городов-миллионников» с программой «Вести. Дон».
ГТРК «Дон-ТР» проводила региональный отборочный тур международного конкурса «Евровидение — 2007», «Детское Евровидение — 2009», конкурса ВГТРК «Синяя птица». В 2017 году ГТРК «Дон-ТР» стала организатором в Ростове-на-Дону акции «ЯРоссия» с участием ведущих программы «Утро России» на телеканале «Россия» Владислава Завьялова и Елены Ландер. Регулярно в студии ГТРК «Дон-ТР» проходят большие пресс-конференции Губернатора Ростовской области.

## Известные сотрудники
- Анохин, Виталий Витальевич (1941—2003) — российский кинооператор документальных фильмов.
- Дибров, Дмитрий Александрович (1959) — российский журналист, ведущий программы «Кто хочет стать миллионером?» на Первом канале, «Мой адрес — Ростов-на-Дону» (2014—2015) на канале «Россия-24.Дон».
- Курипко, Алексей Алексеевич (род. 1961) — российский художник.
- Пилипенко, Галина Анатольевна (род. 1961) — российская журналистка, редактор журнала «Ура Бум-Бум!» (1988—1993) и новостного сайта «Неофициальные новости Ростова-на-Дону».
- Посиделов, Валерий Павлович (род. 1960 — российский рок-музыкант, журналист, литератор. Лидер рок-групп «День и Вечер», «Там! Нет Ничего».
- Расторгуев, Александр Евгеньевич (род. 1971) — российский кинорежиссёр-документалист.
- Серебренников, Кирилл Семёнович (род. 1969) — российский режиссёр театра и кино, лауреат Национальной премии в области телевидения «ТЭФИ», победитель конкурсных программ Открытого российского кинофестиваля «Кинотавр», Римского международного кинофестиваля.
- Сёмин, Виталий Николаевич (1927—1978) — русский писатель, редактор. С 1963 года работал редактором литературно-драматических передач Ростовского телевидения.
- Скрёбов, Николай Михайлович (1932—2015) — поэт, журналист службы радиовещания ГТРК «Дон-ТР», руководитель литературного объединения «Созвучие», заслуженный работник культуры РФ.
- Чеботарёв, Николай Иванович (1937—2015) — президент ГТРК «Дон-ТР» (2014—2015), директор ГТРК «Дон-ТР» (1991—2014), академик российского телевидения, собственный корреспондент центрального телевидения СССР, заслуженный работник культуры РФ.

## Структура ГТРК «Дон-ТР»
- Студия программ телевидения (телеканалы «Россия-1 Дон» и «Россия-24 Дон»)
- Студия радиовещания (радиоканалы «Радио России Дон», «Маяк Дон» и «Вести-FM Дон»)
- Интернет-группа (сайт www.dontr.ru)